# Línea 124 (EMT Madrid)
La línea 124 de la EMT de Madrid une la Glorieta de Cuatro Caminos con Lacoma (Fuencarral-El Pardo).

## Características

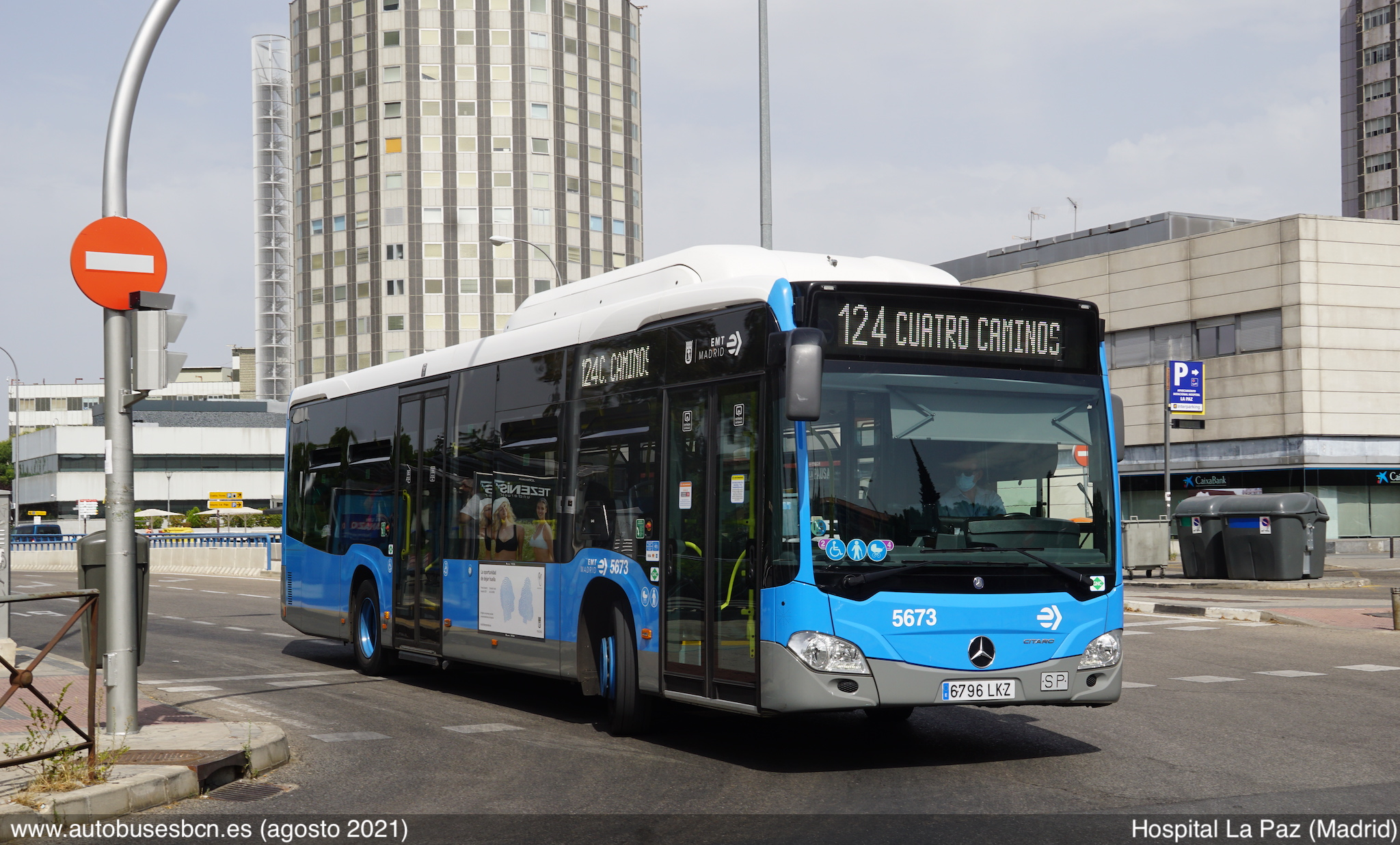
124 en Hospital La Paz (Madrid), agosto de 2021.

Esta línea comunica la Glorieta de Cuatro Caminos con la barriada de Lacoma dando servicio a la Ciudad Sanitaria La Paz, la colonia de la Virgen de Begoña y parte de la Ciudad de los Periodistas, todo ello situado en el distrito de Fuencarral-El Pardo.
Esta línea se creó el 17 de abril de 1980, una vez acabada la concesión de la línea periférica P-24 Plaza Castilla - Mirasierra - Lacoma con ramales: De Colonia Mirasierra (Viviendas Telefónica) a Pl. Castilla y de Cuatro Caminos a la Colonia Mirasierra. La concesión de esta línea periférica estaba explotada por la Empresa Trapsa y pasó ese día a manos de la EMT. 
La línea 124 comenzó haciendo el recorrido entre Cuatro Caminos, Bravo Murillo, Pl. Castilla, Av. Generalísimo (actual Paseo de la Castellana), calle Viejas, Mauricio Legendre, Paseo de la Castellana, Av. Cardenal Herrera Oria, Mirasierra y Lacoma.
Esta línea comparte buena parte de su recorrido con la línea 66, concretamente en dos tramos separados, entre la Glorieta de Cuatro Caminos y la Plaza de Castilla y en su recorrido por la Avenida del Llano Castellano. En el tramo que discurre entre ambos, la línea 66 circula por el barrio de Castilla (Chamartín), mientras que la línea 124 lo hace por la Ciudad Sanitaria La Paz y el barrio de la Virgen de Begoña (Fuencarral-El Pardo).

### Frecuencias
| Lunes a viernes laborables |               |
| De 6:00 a 20:00            | 9-12 minutos  |
| De 20:00 a 23:00           | 8-16 minutos  |
| Sábados laborables         |               |
| De 6:00 a 11:00            | 13-24 minutos |
| De 11:00 a 19:00           | 11-15 minutos |
| De 19:00 a 23:00           | 15-22 minutos |
| Domingos y festivos        |               |
| De 7:00 a 10:00            | 18-31 minutos |
| De 10:00 a 20:00           | 15-18 minutos |
| De 20:00 a 23:00           | 18-25 minutos |

## Recorrido y paradas

### Sentido Lacoma
La línea inicia su recorrido en la Glorieta de Cuatro Caminos, desde la cual sale por la calle Bravo Murillo hacia el norte, circulando por la misma hasta el final, donde se encuentra la Plaza de Castilla.
En esta plaza sale por el Paseo de la Castellana hacia el norte, circulando por el mismo hasta la intersección con la Avenida de Monforte de Lemos, a la que se incorpora girando a la izquierda. Tras recorrer la primera manzana de esta avenida, gira a la derecha para entrar en la Ciudad Sanitaria La Paz por la calle Pedro Rico, que recorre hasta el puente que cruza sobre la M-30 entrando en la colonia de la Virgen de Begoña por la calle San Modesto.
La línea llega al final de esta calle y gira a la derecha por la calle Isidro Fernández, por la cual sale a la Avenida del Llano Castellano, 13. Recorre esta avenida entera y gira a la izquierda al final por la Avenida del Cardenal Herrera Oria, que recorre pasando sobre la autovía M-607 hasta desviarse por la calle Moralzarzal, que toma en dirección a la Ciudad de los Periodistas.
Por esta calle circula hasta el final, girando a la izquierda por la calle Alfredo Marqueríe, que abandona en la siguiente intersección girando a la derecha por la calle Valencia de Don Juan, que recorre hasta la intersección con la calle Patones, a la que se incorpora girando a la izquierda. En el siguiente cruce gira a la derecha para tomar la calle de Fermín Caballero, que recorre hasta llegar a la intersección con la calle Isla de Arosa, girando a la derecha para circular por ella hasta salir de nuevo a la Avenida del Cardenal Herrera Oria, donde tiene su cabecera próxima a la intersección con la Avenida del Ventisquero de la Condesa.
| Código | Parada                                 | Común con                                       | Conexiones con Metro | Otros |
| ------ | -------------------------------------- | ----------------------------------------------- | -------------------- | ----- |
| 4966   | CUATRO CAMINOS                         |                                                 | Cuatro Caminos       |       |
| 1568   | Alvarado                               | 3 64 66 128                                     | Alvarado             |       |
| 1569   | Teruel                                 | 3 64 66 128                                     |                      |       |
| 1571   | Estrecho                               | 64 66 126 128                                   | Estrecho             |       |
| 2647   | Bravo Murillo-Lope de Haro             | 66 126                                          |                      |       |
| 4083   | Bravo Murillo-María Zayas              | 66                                              |                      |       |
| 4085   | Metro Tetuán                           | 66                                              | Tetuán               |       |
| 2651   | Plaza de la Remonta                    | 66                                              | Valdeacederas        |       |
| 1533   | Junta Municipal Tetuán                 | 49 66                                           |                      |       |
| 1531   | Plaza Castilla                         | 49 66 149                                       |                      |       |
| 1486   | Plaza Castilla (Pº Castellana, 218)    | 66 147 179 SE704                                | Plaza de Castilla    |       |
| 1487   | Castellana-José Vasconcelos            | 66 67 134 135 147 173 174 175 176 178 179 SE704 |                      |       |
| 3826   | Castellana-Ravel                       | 67 134 135 147 179                              |                      |       |
| 1489   | Cuatro Torres                          | 67 134 135 179 815                              |                      |       |
| 1602   | Hospital La Paz                        | 67 132 135 137 179                              | Begoña               |       |
| 3220   | Pedro Rico-Hospital La Paz             | 137                                             |                      |       |
| 3222   | Metro Begoña                           | 137                                             | Begoña               |       |
| 3223   | San Modesto-Marcos Orueta              | 137                                             |                      |       |
| 2662   | Llano Castellano-Francisco Sancha      | 66 137 SE704 154                                |                      |       |
| 2664   | Llano Castellano-Manuel Tovar          | 66 137 SE704                                    |                      |       |
| 2666   | Llano Castellano-Valdegovia            | 66 137 SE704                                    |                      |       |
| 2668   | Llano Castellano-Herrera Oria          | 66 137 SE704 154                                |                      |       |
| 3224   | Herrera Oria-Labastida                 |                                                 |                      |       |
| 3226   | Herrera Oria-Sicilia                   |                                                 |                      |       |
| 3228   | Alfredo Marqueríe                      | 133                                             |                      |       |
| 3229   | Valencia de Don Juan-Alfredo Marqueríe | 133                                             |                      |       |
| 1612   | Fermín Caballero-Patones               | 67 133                                          |                      |       |
| 4741   | Metro Herrera Oria                     | 67 133                                          | Herrera Oria         |       |
| 1615   | Colegio Valdeluz                       | 67 127 133                                      |                      |       |
| 1617   | Plaza de Cieza                         | 67 127 133                                      |                      |       |
| 1360   | Fermín Caballero-Betanzos              | 67 83 127 133                                   |                      |       |
| 1361   | Isla de Arosa                          | 83 133                                          |                      |       |
| 1565   | LACOMA (Av. C. Herrera Oria, 205)      | 49 64                                           |                      |       |

### Sentido Cuatro Caminos
Partiendo de la cabecera en la Avenida del Cardenal Herrera Oria próxima a la intersección con la Avenida del Ventisquero de la Condesa, la línea toma esta avenida en dirección este hasta desviarse por la calle Moralzarzal, que toma en dirección a la Ciudad de los Periodistas.
Dentro de la Ciudad de los Periodistas, la línea circula hasta el final de la calle Moralzarzal girando a la izquierda para tomar la calle Alfredo Marqueríe, y de nuevo a la izquierda en el siguiente cruce por la calle Valencia de San Juan, por la cual sale de nuevo a la Avenida del Cardenal Herrera Oria.
A partir de aquí, el recorrido de vuelta es igual al de ida pero en sentido contrario excepto en el tramo que atraviesa la colonia Virgen de Begoña, circulando por las calles de Marcos Orueta, Ángel Múgica y Virgen de Aránzazu en vez de la calle San Modesto, de igual modo que en el recorrido por la Ciudad Sanitaria La Paz, circula por la calle Arzobispo Morcillo para salir al Paseo de la Castellana en vez de hacerlo por la Avenida de Monforte de Lemos.
| Código | Parada                                 | Común con                          | Conexiones con Metro | Otros |
| ------ | -------------------------------------- | ---------------------------------- | -------------------- | ----- |
| 1565   | LACOMA (Av. C. Herrera Oria, 205)      | 49 64                              |                      |       |
| 3230   | Herrera Oria-Ginzo de Limia            |                                    | Herrera Oria         |       |
| 3567   | Alfredo Marqueríe                      |                                    |                      |       |
| 3231   | Valencia de Don Juan-Alfredo Marqueríe |                                    |                      |       |
| 3232   | Herrera Oria-Carretera de Colmenar     |                                    |                      |       |
| 3227   | Herrera Oria-Sicilia                   |                                    |                      |       |
| 3225   | Herrera Oria-Labastida                 |                                    |                      |       |
| 2669   | Llano Castellano-Herrera Oria          | 66 137 SE704 154                   |                      |       |
| 2667   | Llano Castellano-Valdegovia            | 66 137 SE704                       |                      |       |
| 2663   | Llano Castellano-Francisco Sancha      | 66 137 SE704 154                   |                      |       |
| 3233   | San Modesto-Marcos Orueta              | 137                                |                      |       |
| 3234   | Ángel Múgica                           | 137                                |                      |       |
| 3235   | Virgen de Aranzazu                     | 137                                |                      |       |
| 3236   | Virgen de Aranzazu-San Dacio           | 137                                |                      |       |
| 3237   | San Modesto-San Dacio                  | 137                                | Begoña               |       |
| 3221   | Pedro Rico-Hospital La Paz             | 135 137                            |                      |       |
| 5363   | Hospital La Paz-Maternidad             | 67 134 135 179                     |                      |       |
| 1640   | Hospital La Paz                        | 67 134 135 179                     | Begoña               |       |
| 3932   | Castellana-Cuatro Torres               | 67 134 135 173 175 176 178 179     |                      |       |
| 3933   | Cuatro Torres                          | 67 134 135 173 175 176 178 179     |                      |       |
| 1526   | Castellana-Luis Esteban                | 67 134 135 147 173 175 176 178 179 |                      |       |
| 1527   | Castellana-Matilde Landa               | 67 134 135 147 173 175 176 178 179 |                      |       |
| 3568   | Plaza Castilla (Pº Castellana)         | 42 147 179                         | Plaza de Castilla    |       |
| 1530   | Bravo Murillo-Plaza Castilla           | 49 66                              |                      |       |
| 1532   | Junta Municipal Tetuán                 | 49 66                              |                      |       |
| 4147   | Plaza de la Remonta                    | 66                                 | Valdeacederas        |       |
| 5365   | Metro Tetuán                           | 66                                 | Tetuán               |       |
| 569    | Bravo Murillo-María Zayas              | 66                                 |                      |       |
| 1858   | Bravo Murillo-Lope de Haro             | 3 66                               |                      |       |
| 1859   | Estrecho                               | 3 66                               | Estrecho             |       |
| 1570   | Teruel                                 | 3 64 66 128                        |                      |       |
| 1600   | Alvarado                               | 3 64 66 128                        | Alvarado             |       |
| 4966   | CUATRO CAMINOS                         |                                    | Cuatro Caminos       |       |